# 드래그 레이싱

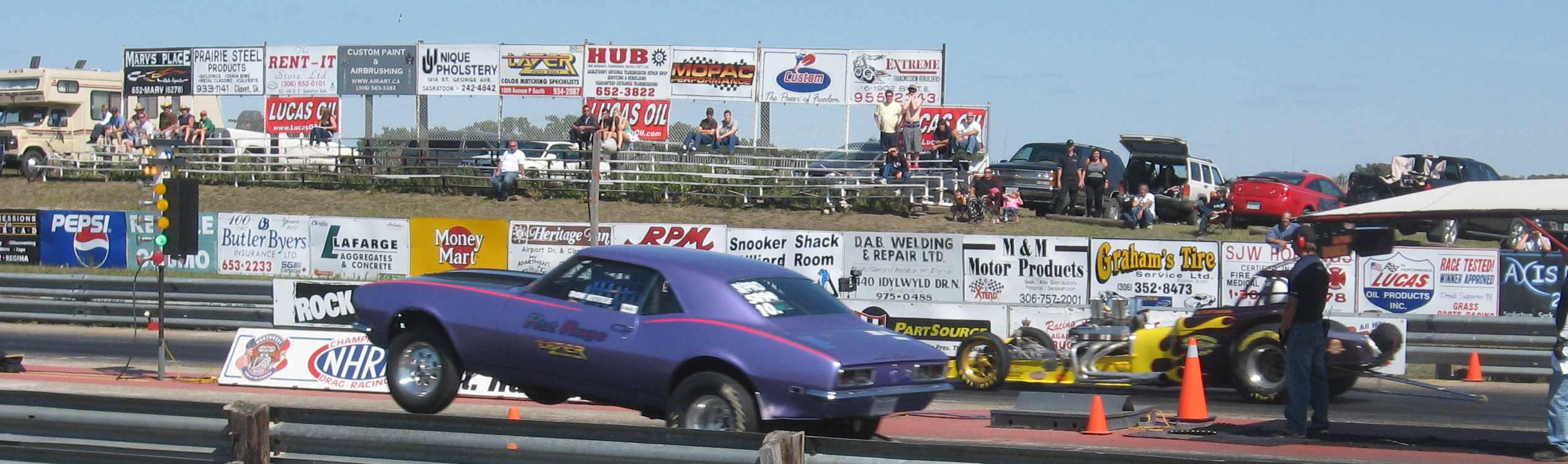

드래그 레이싱(drag racing)은 (일반적으로 특정 목적을 위해 특별히 준비된) 모터사이클이나 자동차가 보통 한 번에 두 차례 피시니라인에 1위로 도달해야 하는 자동차 경주의 일종이다. 스탠딩 스타트로부터 짧은 직선 코스를 따르며 일반적으로 1/4마일(402미터) 경주이며, 더 짧은 305미터 거리의 경주도 점차 대중화되고 있다.

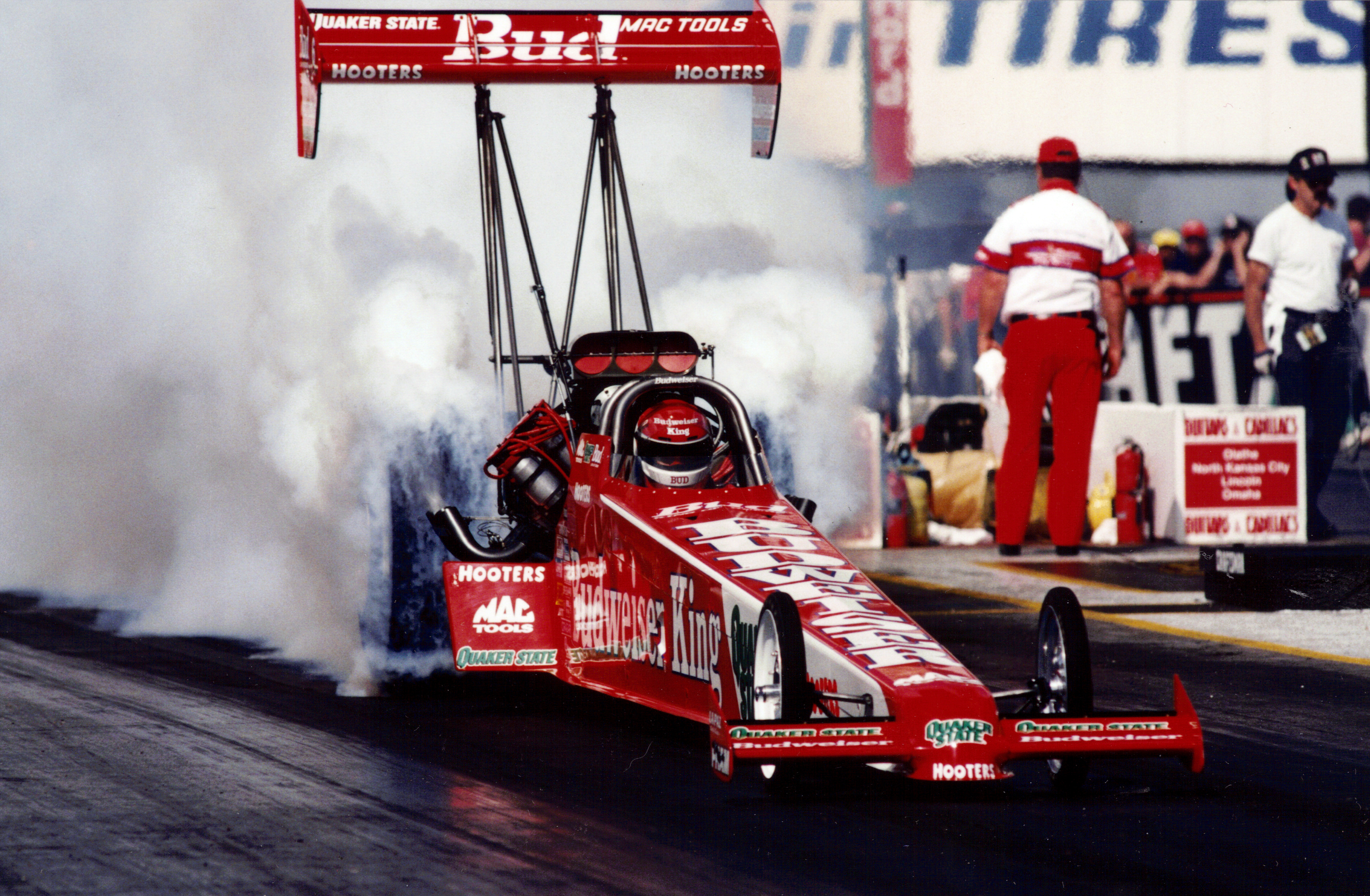
드래그 레이싱용 레이싱카